# 완주 분기점
완주 분기점(完州分岐點, Wanju Junction, 완주JC)은 전북특별자치도 완주군 용진읍 용흥리, 구억리에 걸쳐 설치된 순천완주고속도로와 새만금포항고속도로지선이 만나는 분기점이자 순천완주고속도로의 종점이다. 건설 당시 가칭은 전주 분기점이었다.

## 연혁
- 2004년 9월 11일 : 2011년까지 나들목 신설을 위해 전주시 도시계획시설 교통광장에 완주군 용진면 용흥리, 구억리 일대를 전주 분기점으로 고시[1]
- 2010년 12월 28일 : 순천완주고속도로 완주 ~ 서남원 구간 개통과 함께 완주 분기점으로 영업 개시[2]

## 구조물 정보
- 위치: 전북특별자치도 완주군 용진읍 용흥리, 구억리

## 접속하는 노선

### 순천방면
- 순천완주고속도로 (12번)

### 익산・완주방면
- 새만금포항고속도로지선 (2-1번)